# Aleea groazei
Aleea groazei (Nightmare Alley) este un film american thriller psihologic din 2022 regizat de Guillermo del Toro după un scenariu de del Toro și Kim Morgan, bazat pe romanul cu același nume al lui William Lindsay Gresham. 

## Premiză
Un escroc face echipă cu o psihiatră pentru a păcăli oamenii să le dea bani. 

## Distribuție
- Bradley Cooper ca „Stan” Carlisle
- Cate Blanchett ca Dr. Lilith Ritter
- Willem Dafoe ca Clem Hoately
- Toni Collette ca Zeena Krumbein
- Richard Jenkins  ca Ezra Grindle
- Ron Perlman ca Bruno
- Rooney Mara ca Molly Cahill
- David Strathairn ca Pete Krumbein
- Holt McCallany ca Anderson
- Jim Beaver ca șerif Jedediah Judd
- Mark Povinelli ca primar
- Mary Steenburgen
- Romina Putere
- Paul Anderson
- David Hewlett

## Producție
Proiectul a fost anunțat în decembrie 2017, când Guillermo del Toro a dezvăluit că va scrie și regia acest filmul.
În aprilie 2019, Leonardo DiCaprio a început negocieri pentru a juca în film. Filmările trebuiau să aibă loc în toamna anului 2019 la Toronto, iar Dan Laustsen urma să fie director de imagine.   În iunie, Bradley Cooper a început primele negocieri pentru a-l înlocui pe DiCaprio.  În iulie 2019, producția a fost reprogramată la începutul lunii ianuarie 2020.  În august 2019, Cate Blanchett a fost în negocieri pentru a se alătura filmului. Atât Cooper, cât și Blanchett au fost distribuiți în acest film luna următoare, împreună cu Rooney Mara.  Toni Collette și David Strathairn au fost adăugați în septembrie, Strathairn înlocuindu-l pe Michael Shannon care a renunțat din cauza „conflictelor de planificare”.   Willem Dafoe a fost distribuit în octombrie  iar Holt McCallany avea să se alăture luna următoare.  Ron Perlman și Richard Jenkins au fost ambii confirmați în ianuarie 2020.  În februarie 2020, Mary Steenburgen și Romina Power s-au alăturat distribuției filmului.   În martie 2020, Paul Anderson s-a alăturat distribuției filmului. 
Filmările principale au început pe 21 ianuarie 2020.   Pe 13 martie, Disney a oprit producția filmului din cauza pandemiei de corona-viroză (COVID-19). 